# Brenda Lee

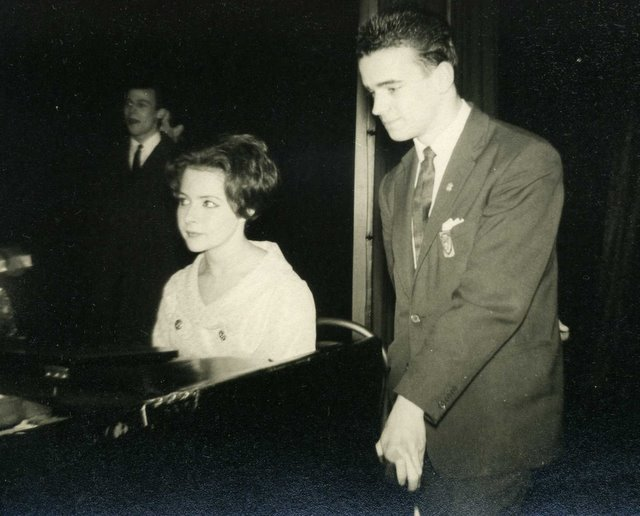
Brenda Lee al costat de Peter Denton

Brenda Lee (n. Atlanta, Geòrgia, 11 de desembre de 1944) és una cantant de country, soul i rhythm & blues estatunidenca. Va ser una ídol adolescent (una Princesa del Pop) durant la dècada del 1950 i 1960.

## Els començaments
Brenda Mae Tarpley va néixer l'11 de desembre de 1944 a Atlanta, de molt jove ja destacava en certàmens de talents infantils: participa en el Màster Worker's Quartet (conjunt gospel de la seva església), intervé durant gairebé un any en el programa de ràdio Starmakers Revue i participa en alguns programes de la televisió local pels quals ni ella ni la seva família no va cobrar ni un centau. El 1956, amb tan sols 12 anys, debuta arrasant en les llistes amb temes com 'Jambalaya', 'Bigelow 6-200′ o 'I'm Gonna Lasso Santa Claus'. Els èxits se succeeixen amb 'Little Jonah' o 'Dynamite'. Aquest últim li dona el sobrenom de "Miss Little Dynamite". I sent tan sols una nena aconsegueix convertir-se en un ídol adolescent gràcies a la seva poderosa veu de cantant veterana.

## Artista internacional
Mentre assolia tots els tops de les llistes country comencen a sorgir temes amb altres influències que li obren les portes del triomf internacional amb mítics enregistraments com 'Sweet Nothings' o 'I'm Sorry'. La seva curta edat li suposa problemes per actuar en molts llocs, sobretot a Europa, però la publicitat que generaven moltes vegades les mentides dels seus promotors feia que les vendes i l'èxit es multipliqués. Així va arribar a convertir-se en una estrella internacional amb actuacions que no paraven de succeir-se a França, Itàlia, Alemanya, la Gran Bretanya… Amb 'One Rainy Night in Tokyo', gravada a Nashville, conquereix els cors nipons el 1965 i comença la seva gira pel Japó, donant lloc al LP gravat en directe 'Live in Tokyo'. Més endavant s'edita exclusivament al Japó un EP de temes nadalencs i poc després grava en aquest país l'àlbum 'Just for You, Something Nice.'

## Teatre i cinema
La seva primera aparició en el cinema va ser en 'Two Little Bears' el 1961 amb un petit paper al costat d'Eddie Albert i Jane Wyatt on interpretava 'Speak To Me Pretty', cançó que va assolir grans vendes al Regne Unit. El 1962 intervé en la versió teatral de 'Bye Bye Birdie' amb el paper protagonista de Kim i un any més tard fa de Dorothy en 'the Wizard Of Oz'. El 1980 intervé en la pantalla gran amb un altre curt paper en 'Smokey and the Bandit II' i amb la cançó 'Again and Again'.

## Brenda Lee avui
Al llarg de la seva carrera Brenda Lee ha aconseguit obtenir gairebé tots els premis musicals existents fins al moment excepte el Grammy, que continua sent la seva assignatura pendent malgrat haver estat nominada en nombroses ocasions. Actualment és l'artista que més premis Edison de la Música (l'equivalent holandès dels premis Grammy) ha recollit, cinc en el seu cas. És membre dels Rock'n'Roll, Rockabilly i Country Music Hall Of Fame i avui dia és una de les artistes femenines que més discs ha venut en la història de la música. Als seus 64 anys continua donant gires i participant en multitud de gales. Mentre, les seves cançons continuen sent incloses en bandes sonores de cinema, televisió i en campanyes de publicitat de tot el món.

## Discografia
1959 Grandma, What Great Songs You Sang!
1960 Brenda Lee
1960 This Is...Brenda
1961 All the Way
1961 Emotions
1961 Miss Dynamite
1962 Brenda, That's All
1962 Sincerely, Brenda Lee
1962 The Show for Christmas Seals
1963 All Alone Am I
1963 Love You
1964 By Request
1964 Let Me Sing
1964 Merry Christmas from Brenda Lee
1964 Songs Everybody Knows
1965 The Versatile Brenda Lee
1965 Too Many Rivers
1966 Bye Bye Blues
1966 Coming on Strong
1967 Here's Brenda Lee
1967 Reflections in Blue
1968 Call Me
1968 For the First Time
1968 Good Life
1968 Let It Be Me
1969 Johnny One Time
1972 A Whole Lotta
1973 Brenda
1974 New Sunrise
1975 Now
1977 L.A. Sessions
1980 Even Better
1980 Take Me Back
1983 Kriss, Willie, Dolly and Brenda...The Winning...
1984 Love Songs Just for You
1994 Wiedersehn Ist Wunderschon
1997 Live Dynamite
2000 Miss Dynamite Live
2002 Sweet Nothings
2004 Little Miss Dynamite in Concert (en directe)